# آلبرت دیماند
آلبرت دیماند (انگلیسی: Albert DeMond؛ ۷ مه ۱۹۰۱ – ۲۰ فوریه ۱۹۷۳) فیلم‌نامه‌نویس اهل ایالات متحده آمریکا بود.
از فیلم‌هایی که وی در آن‌ها نقش داشته‌است، می‌توان به اسپیدی اشاره نمود.